# Tadeusz Wirth
Tadeusz Franciszek Wirth (ur. 9 marca 1897 w Przemyślu, zm. 15 grudnia 1985) – pułkownik artylerii Polskich Sił Zbrojnych.

## Życiorys
Urodził się 9 marca 1897. Po odzyskaniu przez Polskę niepodległości 1918 został przyjęty do Wojska Polskiego. W korpusie oficerów administracji dział gospodarczy został awansowany na stopień porucznika ze starszeństwem z dniem 1 października 1920, a następnie na stopień kapitana ze starszeństwem z dniem 1 lipca 1923. W 1923, 1924 był oficerem Okręgowego Zakładu Gospodarczego I. Przeniesiony do korpusu oficerów artylerii został zweryfikowany w stopniu kapitana artylerii ze starszeństwem z dniem 1 lipca 1923. Na przełomie lat 20. i 30. był oficerem 30 pułku artylerii polowej we Włodawie. W czerwcu 1933 został przeniesiony do 9 Dywizji Piechoty w Siedlcach. 27 czerwca 1935 został mianowany majorem ze starszeństwem z dniem 1 stycznia 1935 i 1. lokatą w korpusie oficerów artylerii. W sierpniu tego roku został przeniesiony do 9 pułku artylerii lekkiej w Siedlcach na stanowisko dowódcy dywizjonu. W marcu 1939 nadal pełnił służbę w 9 pal na stanowisku II zastępcy dowódcy pułku (kwatermistrza).
W obliczu zagrożenia wybuchem konfliktu zbrojnego został mianowany dowódcą III dywizjonu 61 pułku artylerii lekkiej, sformowanego dla 41 Dywizji Piechoty (rezerwowej) i następnie przydzielonego do 51 pułku artylerii lekkiej w składzie 39 Dywizji Piechoty (rezerwowej). Po wybuchu II wojny światowej brał udział w kampanii wrześniowej. Później został oficerem Polskich Sił Zbrojnych. Uczestniczył w kampanii włoskiej, w tym brał udział w bitwie pod Monte Cassino, w stopniu podpułkownika, następnie pułkownika dowodząc 5 Wileńskim pułkiem artylerii lekkiej do 1 maja 1945.
Jego żona pochodziła z ziemiaństwa, przed 1939 zamieszkiwali w jej rodzinnej posiadłości na wschód od Włodawy, mieli syna Andrzeja Wirtha (ur. 1927), teatrologa. Po zakończeniu II wojny światowej Tadeusz Wirth przebywał na emigracji w Wielkiej Brytanii, zamieszkując w Londynie.

## Ordery i odznaczenia
- Krzyż Złoty Orderu Virtuti Militari nr 196[21]
- Krzyż Srebrny Orderu Virtuti Militari nr 8786
- Krzyż Oficerski Orderu Odrodzenia Polski (31 maja 1977)[22]
- Srebrny Krzyż Zasługi (18 marca 1932)[23]
- Krzyż Pamiątkowy Monte Cassino nr 20711 (1944)[24]
- Krzyż Kawalerski Orderu Gwiazdy Rumunii (przed 1924)
- Odznaka Honorowa Koła Lwowian (1977)[25]